# 서울월촌초등학교
서울월촌초등학교는 대한민국 서울특별시 양천구 목5동에 있는 공립 초등학교이다.

## 학교 연혁
- 1985년 10월 12일: 서울월촌국민학교 설립인가
- 1986년 4월 17일: 서울월촌국민학교 개교
- 1987년 2월 18일: 1회 졸업식
- 1996년 3월 2일: 서울월촌초등학교로 교명을 변경
- 2014년 9월 1일: 이우종 교장 취임
- 2016년 4월 17일: 서울월촌초등학교 개교 30주년

## 참고 자료
- 서울월촌초등학교 - 한국교육학술정보원 학교알리미